# Warmensteinach
Warmensteinach település Németországban, azon belül Bajorországban. Lakosainak száma 2253 fő (2023. december 31.).

## Népesség
A település népessége az elmúlt években az alábbi módon változott:
| Lakosok száma | 1092 | 1869 | 2224 | 2571 | 2207 | 2229 | 2252 | 2197 | 2215 | 2253 |
|               | 1875 | 1950 | 1975 | 1987 | 2012 | 2014 | 2016 | 2017 | 2021 | 2023 |